# لندن إي بريكس 2021
لندن إي بريكس 2021 (بالإنجليزية: 2021 London ePrix)‏ هو سباق سيارات فورمولا إي الكهربائية
أقيم بتاريخ 24 يوليو 2021 في ExCeL Street Circuit ‏، لندن، المملكة المتحدة، وأحد سباقات بطولة العالم للفورمولا إي 2020–21، وكان أول المنطلقين ستوفيل فاندورن ‏.
فاز بالمركز الأول  جيك دنيس، وفاز بالمركز الأول  أليكس لين ‏.